# Essarts en Bocage
Essarts en Bocage ist eine französische Gemeinde im Département Vendée in der Region Pays de la Loire. Sie gehört zum Arrondissement La Roche-sur-Yon und ist Mitglied im Gemeindeverband Communauté de communes du Pays de Saint-Fulgent Les Essarts.
Sie entstand mit Wirkung vom 1. Januar 2016 als Commune nouvelle durch Zusammenlegung der bis dahin selbstständigen Gemeinden Boulogne, Les Essarts, L’Oie und Sainte-Florence, die fortan den Status von Communes déléguées besitzen. Der Verwaltungssitz befindet sich in Les Essarts.
Gemäß den Erlassen des Präfekten vom 19. Oktober 2023 wurden die Communes déléguées L’Oie und Sainte-Florence mit Wirkung vom 1. Januar 2024 aus der Commune nouvelle herausgelöst und sind seitdem wieder selbstständige Gemeinden.

## Gliederung ab 1. Januar 2024

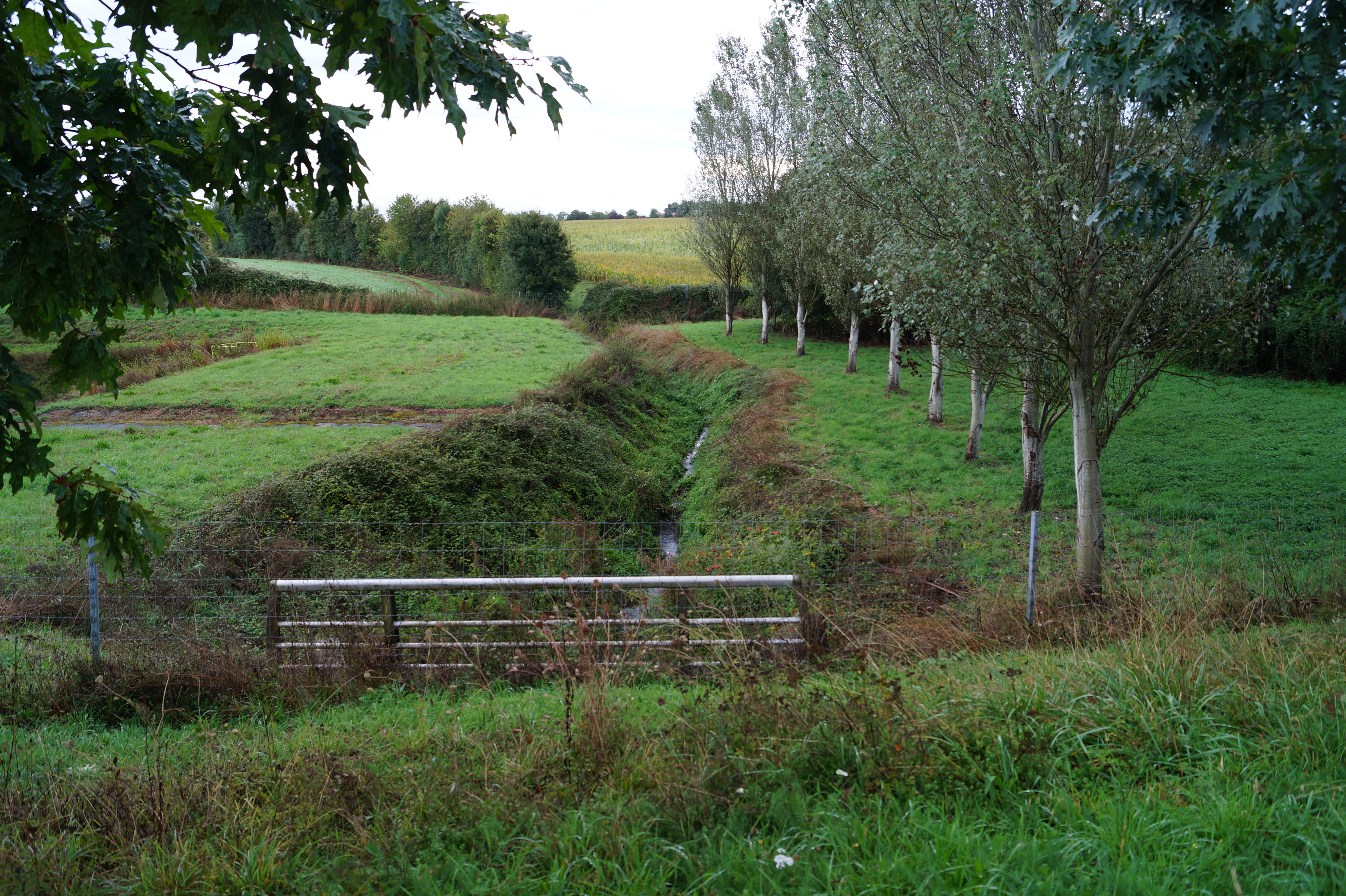
Die Petite Maine bei Essarts en Bocage

| Ortsteil                        | ehemaliger INSEE-Code | Fläche (km²) | Einwohnerzahl (2022) |
| ------------------------------- | --------------------- | ------------ | -------------------- |
| Les Essarts (Verwaltungssitz)00 | 85084                 | 56,24        | 5.824                |
| Boulogne                        | 85030                 | 12,23        | 1.011                |

## Geografie
Essarts en Bocage liegt in der Région naturelle Bocage vendéen etwa 19 Kilometer nordöstlich von La Roche-sur-Yon.
Die Petite Maine und der Roulin, Nebenflüsse der Sèvre Nantaise entwässern das Gebiet von Les Essarts. An der südlichen Gemeindegrenze verläuft der Fluss Boulogne. Der Ruisseau Morte Mer, einer seiner Zuflüsse, wird im oberen Lauf gestaut, bevor er in nordwestlicher Richtung das Gemeindegebiet verlässt.
Umgeben wird Essarts en Bocage von den zehn Nachbargemeinden:
|                   | Chauché                                     | Saint-André-Goule-d’Oie |
| Dompierre-sur-Yon | Kompassrose, die auf Nachbargemeinden zeigt | Sainte-Florence         |
| La Merlatière     | Saint-Martin-des-Noyers                     | Sainte-Cécile           |

## Sehenswürdigkeiten
| Name                                      | Ort         | Bemerkungen                                                       | Bild |
| ----------------------------------------- | ----------- | ----------------------------------------------------------------- | ---- |
| Krypta der ehemaligen Kirche Saint-Pierre | Les Essarts | 12. Jahrhundert, seit 1971 als Monument historique klassifiziert  |      |
| Burgruine                                 | Les Essarts | 12. Jahrhundert, seit 1962 als Monument historique eingeschrieben |      |

## Bildung
Die Gemeinde verfügt über
- eine öffentliche Vorschule in Les Essarts,
- eine private Vor- und Grundschule „Les Tilleuls“ in Boulogne,
- eine private Vor- und Grundschule „Notre Dame“ in Les Essarts,
- ein öffentliches und ein privates Collège.[3]

## Wirtschaft
Essarts en Bocage liegt in den Zonen AOC der Butter mit den Appellationen
- Beurre Charentes-Poitou,
- Beurre des Charentes und
- Beurre des Deux Sèvres.[4]

## Verkehr
Die Autoroute A 83 „Autoroute des Estuaires“ von Nantes ach Niort kreuzt die Autoroute A 87 von Angers nach La Roche-sur-Yon im nördlichen Gemeindegebiet. Beide durchqueren das Gebiet der Gemeinde von Nord nach Süd bzw. von Nordost nach Südwest. Zugang zum Autobahnnetz in der Gemeinde ist die Anschlussstelle zur A 83. Die Departementsstraße 160, die ehemalige Route nationale 160, durchquert die Gemeinde von Südwest nach Nordost und verbindet sie mit La Roche-sur-Yon über La Merlatière im Südwesten und Cholet über Sainte-Florence im Nordosten. Weitere Land- und lokale Departementsstraßen führen zu weiteren Nachbargemeinden.
Eine Buslinie des öffentlichen Transportnetzes Aléop der Region Pays de la Loire von Cholet nach La Roche-sur-Yon verbindet Essarts en Bocage mit anderen Gemeinden der Region und zu Bahnhöfen der SNCF.

## Gemeindepartnerschaften
Über den früheren Kanton Les Essarts bestehen Partnerschaften mit der britischen Gemeinde Bicester in Oxfordshire (England) und mit der deutschen Gemeinde Neunkirchen-Seelscheid in Nordrhein-Westfalen.